# Talsperre Theodore Roosevelt
Die Talsperre Theodore Roosevelt (englisch Theodore Roosevelt Dam) ist eine Talsperre mit Wasserkraftwerk im Bundesstaat Arizona, USA, die an der Grenze zwischen dem Gila und dem Maricopa County liegt und den Salt River zu einem Stausee (engl. Theodore Roosevelt Lake) aufstaut. Sie befindet sich ungefähr 122 km (76 miles) nordöstlich von Phoenix und 48 km (30 miles) nordwestlich der Kleinstadt Globe.
Die Talsperre dient neben der Stromerzeugung in erster Linie als Hochwasserschutz und als Speicherraum, um das ungleichmäßige Abflussregime des Salt Rivers auszugleichen. Sie ist im Besitz des United States Bureau of Reclamation, wird aber vom Salt River Project betrieben.

## Absperrbauwerk

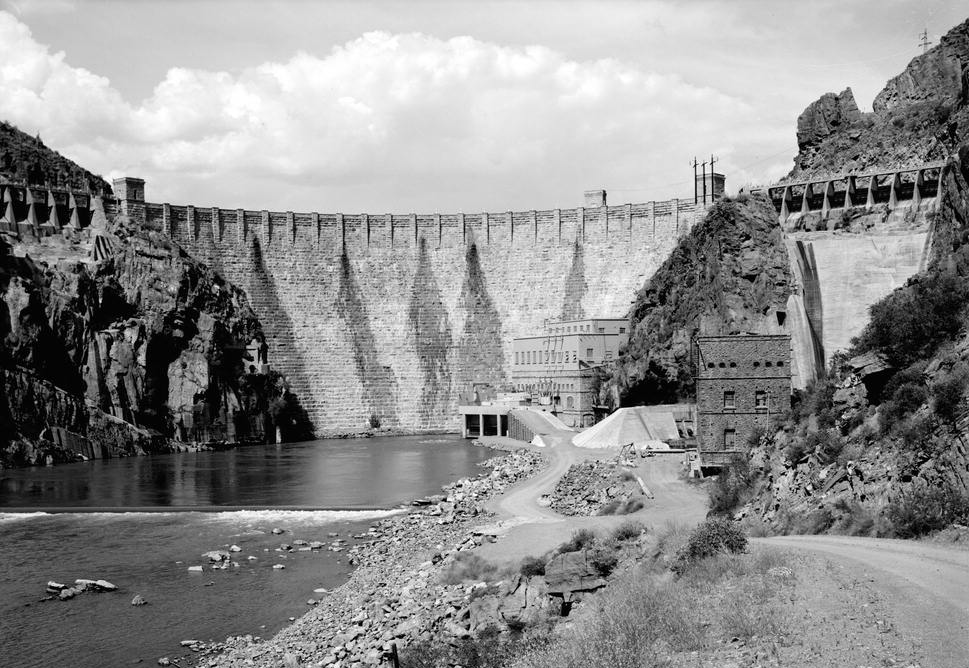
Die ursprüngliche Staumauer

Die erste, von 1905 bis 1911 errichtete Staumauer war eine Bogenstaumauer aus Mauerwerk mit einer Höhe von 85 m (280 ft) über der Gründungssohle. Die Mauerkrone lag auf einer Höhe von 652,5 m (2141 ft) über dem Meeresspiegel. Die Länge der Mauerkrone betrug bei 220 m (723 ft). Das Volumen des Bauwerks betrug 262.815 m³ (343.750 cubic yards). Die Dicke der Staumauer lag bei 56 m (184 ft) an der Basis und 4,9 m (16 ft) an der Krone.
Von 1989 bis 1996 wurde die Talsperre grundlegend erweitert. An der Luftseite der alten Staumauer wurde eine neue Bogenstaumauer aus Beton hinzugefügt; dabei wurden auch die Hochwasserentlastungen auf der rechten und linken Seite der Staumauer komplett umgestaltet. Die neue Staumauer wurde außerdem um 23,5 m (77 ft) höher errichtet als die alte; dadurch konnte sowohl der Stausee vergrößert als auch zusätzlicher Stauraum für den Hochwasserschutz geschaffen werden.
Das neue Absperrbauwerk ist eine Bogenstaumauer aus Beton mit einer Höhe von 109 m (357 ft) über der Gründungssohle. Die Mauerkrone liegt auf einer Höhe von 676 m (2218 ft) über dem Meeresspiegel. Die Länge der Mauerkrone beträgt 369 m (1210 ft). Die Dicke der Staumauer liegt bei 60 m (196 ft) an der Basis und 6,6 m (21,6 ft) an der Krone. Das Volumen der neuen Staumauer beträgt 463.319 m³ (606.000 cubic yards).
Die Staumauer verfügt sowohl über eine Hochwasserentlastung als auch über einen Grundablass. Über die Hochwasserentlastung können maximal 4247 m³/s (150.000 cft/s) abgeleitet werden, über den Grundablass maximal 330 m³/s (11.657 cft/s).

## Stausee
Der Stausee der ursprünglichen Staumauer erstreckte sich beim normalen Stauziel von 651 m (2136 ft) über eine Länge von 37 km (23 miles), nahm dabei eine Fläche von rund 72 km² (17.800 acres) ein und fasste 1,73 Mrd. m³ (1,4 Mio. acre-feet) Wasser.
Nach der Erweiterung der Staumauer nimmt der Stausee beim normalen Stauziel von 655,6 m (2151 ft) eine Fläche von rund 86,98 km² (21.493 acres) ein und fasst 2,03 Mrd. m³ (1,65 Mio. acre-feet) Wasser.
Das normale Stauziel wurde nach Erweiterung der Talsperre absichtlich nur um 4,6 m (15 ft) auf 655,6 m (2151 ft) angehoben, da der noch verbleibende zusätzliche freie Stauraum für den Hochwasserschutz verwendet werden sollte. Bei einem Hochwasser, wie es alle 200 Jahre statistisch vorkommt, sollte der Stausee bis auf einen Pegel von 663 m (2175 ft) ansteigen. Beim maximal anzunehmenden Hochwasser (engl. probable maximum flood) würde der Stausee dann fast bis zur Höhe der Mauerkrone von 676 m (2218 ft) ansteigen und rund 4,23 Mrd. m³ (3,43 Mio. acre-feet) Wasser fassen.

## Kraftwerk

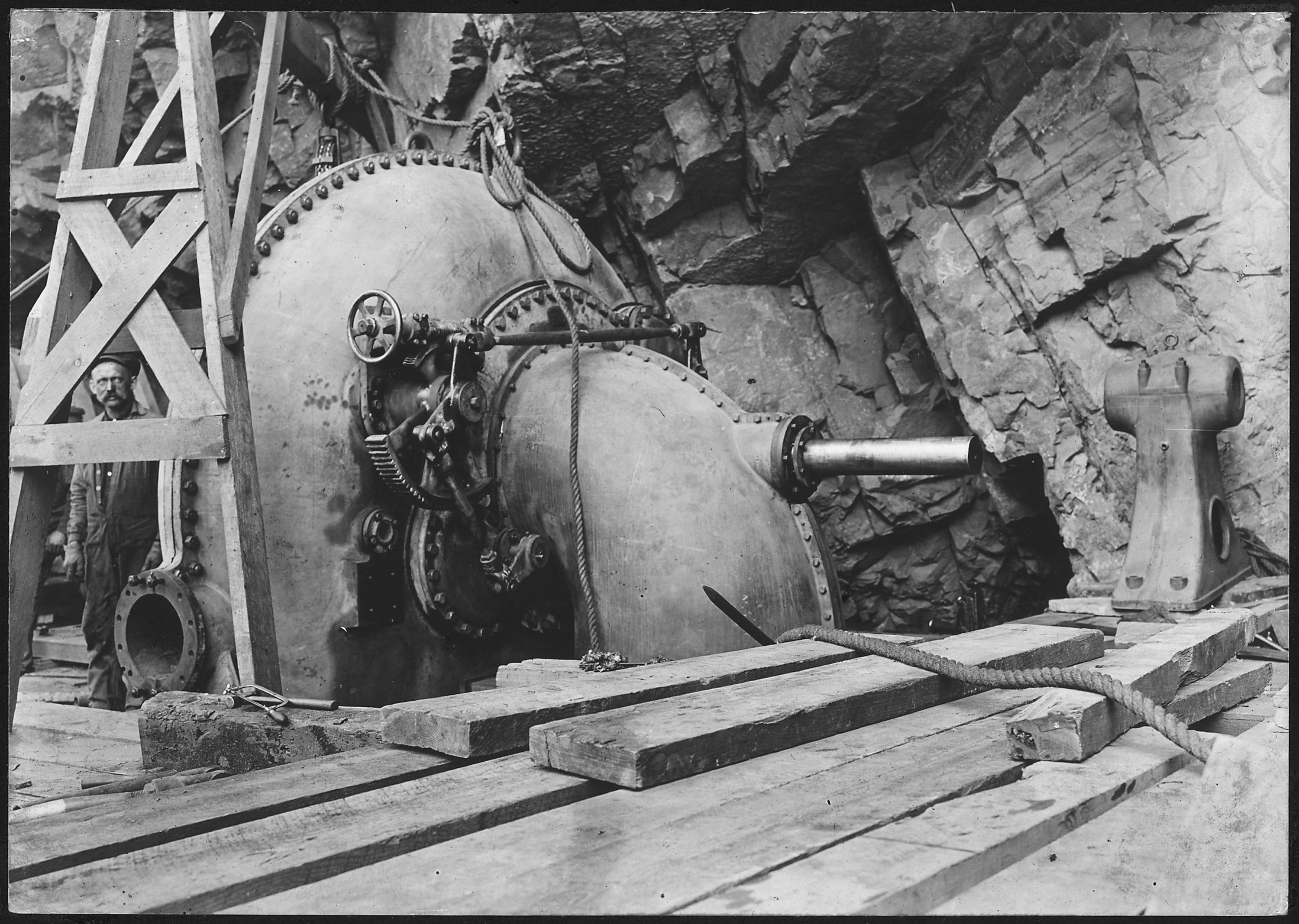
Die Turbine des ersten Kraftwerks

Das Kraftwerk befindet sich am Fuß der Talsperre. Die installierte Leistung beträgt mit einer Turbine 36 MW. Die Jahreserzeugung schwankt: sie lag 2003 bei rund 18 und 2006 bei rund 93,9 Mio. kWh.
Zur Versorgung der Baustelle mit Elektrizität wurde 1906 zunächst eine Turbine mit einer Leistung von 0,9 MW provisorisch am Ende eines 32 km langen Kanals installiert. Danach wurde ein Kraftwerkshaus unterhalb der Staumauer auf dem linken Ufer errichtet; in ihm waren ab August 1909 zunächst drei Maschinen mit jeweils einem MW Leistung untergebracht. Im ca. 180 m (600 ft) entfernten Transformatorenhaus wurde die Generatorspannung von 2,3 kV mittels Leistungstransformatoren auf 45 kV hochgespannt. Bis 1916 wurden drei zusätzliche Maschinen installiert und im September 1924 gingen zwei weitere Generatoren ans Netz.
Anfang der 1970er wurden die inzwischen 8 Maschinen, die noch für eine Frequenz von 25 Hz ausgelegt waren, durch eine einzige Maschine ersetzt, die mit der in den USA üblichen Netzfrequenz von 60 Hz arbeitet. Die neue Maschine ging 1974 in Betrieb.
Während der Erweiterung der Talsperre von 1989 bis 1996 wurde auch die Turbine erneuert, da durch die größere Fallhöhe der für dieselbe Leistung benötigte Durchfluss von 68 m³/s (2400 cft/s) auf 62,3 m³/s (2200 cft/s) verringert werden konnte.

## Geschichte

### Vorgeschichte
Aufgrund der unregelmäßigen Wasserführung des Salt Rivers wurde die Notwendigkeit der Errichtung von Stauanlagen am Salt und Verde River bereits in der zweiten Hälfte des 19. Jahrhunderts erkannt. Aber erst nachdem der National Reclamation Act am 17. Juni 1902 in Kraft getreten war und der United States Reclamation Service (USRS), die Vorgängerbehörde des United States Bureau of Reclamation gegründet worden war, konnte dies in Angriff genommen werden.
Da der USRS als Voraussetzung für seine Beteiligung am Salt River Project (SRP) die Beilegung der Streitigkeiten zwischen den örtlichen Landbesitzern und die Gründung einer Landbesitzervereinigung gefordert hatte, wurde am 7. Februar 1903 die Salt River Valley Water Users' Association gegründet. Als Sicherheit für den Kredit der Bundesregierung wurde das Land der in der Association zusammengeschlossenen Siedler hinterlegt; der Kredit sollte später durch den Verkauf von Wasser und Elektrizität zurückgezahlt werden (die letzte Rate für diesen Kredit wurde im Oktober 1955 geleistet). Am 14. März 1903 wurde das SRP durch Innenminister Ethan A. Hitchcock genehmigt. Das SRP und die Errichtung der Talsperre waren das erste Projekt des neugegründeten USRS im amerikanischen Westen.
Mit dem Projekt wurde offiziell am 24. August 1903 begonnen. Bevor aber die eigentlichen Bauarbeiten an der Talsperre beginnen konnten, musste noch eine Straße von der 96 km (60 miles) entfernten Kleinstadt Mesa bis zur Baustelle errichtet werden. Im Dezember 1904 konnte dann die erste Ausrüstung über die neue Straße zur Baustelle transportiert werden.

### Errichtung 1905 bis 1911

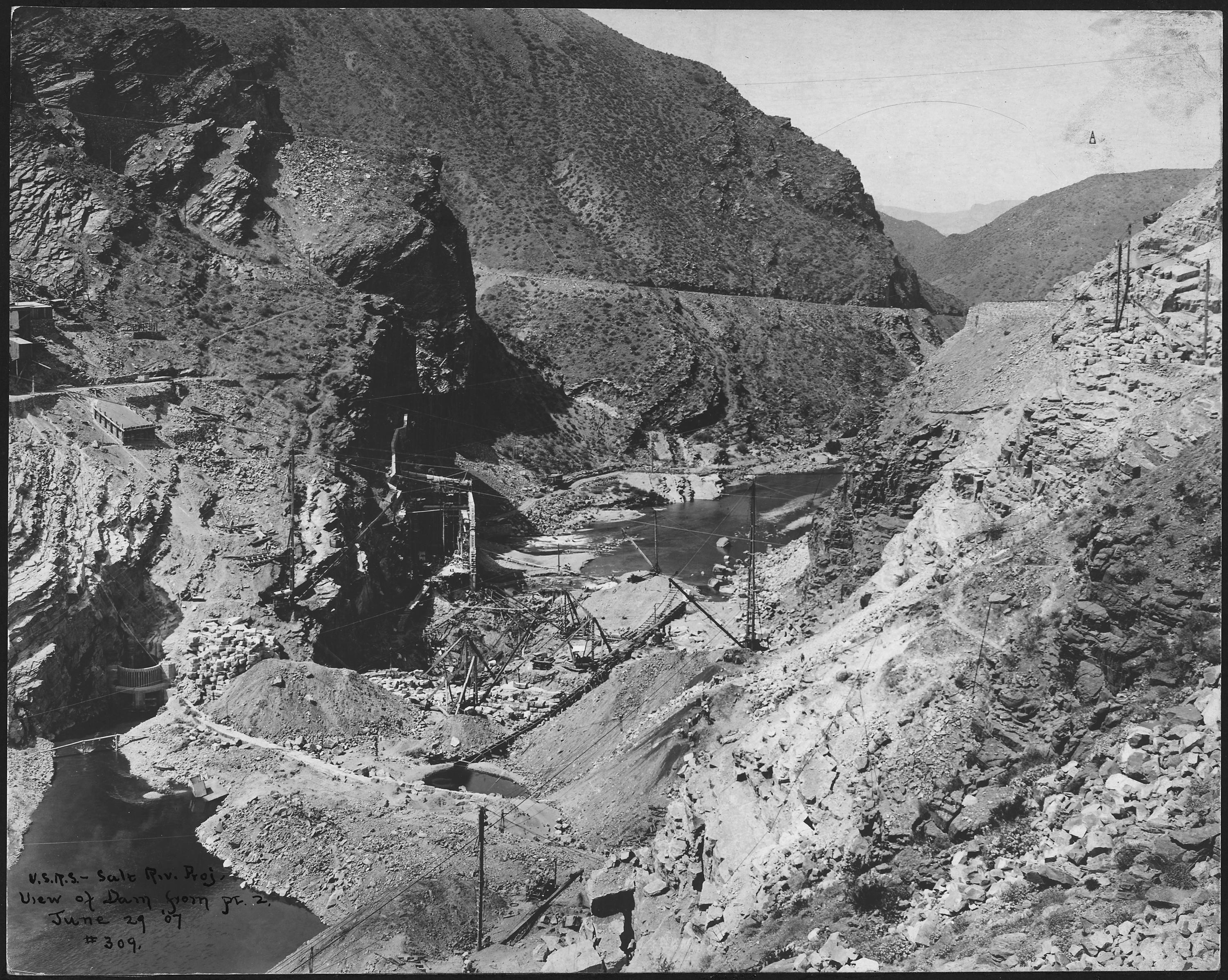
Die Baustelle im Juni 1907

Die Ausschreibung zur Errichtung der Staumauer wurde am 23. Februar 1905 bekannt gegeben; der Auftrag wurde der Firma John O'Rourke aus Galveston, die mit 1,1 Mio. USD das niedrigste Gebot abgegeben hatte, am 8. April desselben Jahres erteilt. Der erste Stein der Staumauer wurde am 20. September 1906 gesetzt.
Zur Versorgung der Baustelle mit Elektrizität wurde 1904 mit der Errichtung eines 32 km (20 miles) langen Kanals begonnen, an dessen Ende im Jahr 1906 ein provisorisches Kraftwerk mit einer Turbine und einer Leistung von 0,9 MW errichtet wurde; später wurde unterhalb der Staumauer ein Kraftwerkshaus errichtet und weitere Turbinen hinzugefügt, wodurch eine Gesamtleistung von 4,5 MW erreicht wurde. Die erste Freileitung zwischen dem Kraftwerk und einem Umspannwerk der Pacific Gas & Electric in Phoenix wurde im Juli 1909 fertiggestellt. Am 1. Oktober 1909 wurde der kommerzielle, permanente Betrieb aufgenommen.
Mehrmaliges Hochwasser und die Unerfahrenheit der Firma John O'Rourke in Hinblick auf die Leitung einer Großbaustelle führten dazu, dass sich die ursprünglich geplante Bauzeit von 2 auf 5 Jahre verlängerte. Die Talsperre wurde schließlich am 18. März 1911 durch den ehemaligen Präsidenten Theodore Roosevelt offiziell eingeweiht.
Die Gesamtkosten des Salt River Project, die von der Salt River Valley Water Users' Association zu tragen waren, wurden schließlich mit 10,28 Mio. USD festgelegt. Im Februar 1917 machte der Innenminister der Association den Vorschlag, dass sie den laufenden Betrieb und die Instandhaltung der Stauanlagen und Kanäle des Salt River Project vom USRS übernehmen könne. Nachdem der Vertrag unterzeichnet war, erfolgte die Übernahme durch die Association am 1. November 1917; die errichteten Bauwerke blieben aber im Besitz des USRS.
Die Gesamtkosten für die Errichtung der Talsperre, des Kraftwerks sowie diverser Erweiterungen bis 1927 werden mit 5,56 Mio. USD angegeben. Den Arbeitern wurde während der Bauzeit zwischen 2 und 5 USD am Tag gezahlt, wobei davon allerdings 75 cents für die Mahlzeiten abgezogen wurden.

### Erweiterung 1989 bis 1996
Von 1989 bis 1996 wurde die Talsperre grundlegend erweitert. Zunächst wurde eine Brücke flussaufwärts der Talsperre errichtet, um die Arizona State Route 188, die bis dahin über die Mauerkrone verlief, umleiten zu können. Die Brücke wurde im Oktober 1990 fertiggestellt. Danach wurde auf der Luftseite der alten Staumauer eine neue Bogenstaumauer aus Beton hinzugefügt. Der erste Block aus Beton wurde im September 1992 gegossen, der letzte im Juni 1995. Die Gesamtkosten für die Erweiterung lagen bei 430 Mio. USD, wovon 21,3 Mio. USD auf die Brücke entfielen.
Einer der Gründe für die Erweiterung waren neue hydrologische Berechnungen, die nach dem Versagen des Teton-Staudamms im Jahre 1976 für alle Talsperren im Bundesbesitz angeordnet wurden. Für die Roosevelt Talsperre ergaben die Berechnungen, dass im Falle eines maximal anzunehmenden Hochwassers die Mauerkrone überflutet würde. Der maximale Zufluss in den Stausee wurde bei den Berechnungen mit 18.520 m³/s (654.000 cft/s) angenommen, während er beim ursprünglichen Entwurf der Talsperre nur mit 7080 m³/s (250.000 cft/s) angesetzt worden war.

## Sonstiges
Die Talsperre wurde am 23. Mai 1963 als National Historic Landmark eingestuft. Nach der Erweiterung und der damit verbundenen grundlegenden Umgestaltung wurde dies jedoch am 10. März 1999 rückgängig gemacht; die Talsperre wird aber weiterhin im National Register of Historic Places aufgeführt.